# Régine Karlin
Pour les articles homonymes, voir Karlin.
Régine Karlin, née à Anvers, le 26 mai 1911, décédée à Bruxelles, le 28 décembre 2002 est une avocate belge d'origine juive qui fut, durant la Seconde Guerre mondiale, à la suite de son mari Lucien Orfinger, une résistante qui milita, sa vie durant, pour le droit des femmes et contre le racisme et la xénophobie.

## Éléments biographiques

### Enfance
Régine Karlin est la petite-fille d'Élias Karlin, le fondateur de l'école Tachkemoni à Anvers et membre du mouvement sioniste créé par Theodor Herzl. Son père, Grégoire Karlin (1869-1932) est un diamantaire russe originaire de Mogilev (Mahilow, Bielorussie), franc-maçon, installé à Anvers en 1893. Sa mère, Rose Aschkenazy  est originaire de Varsovie, ils se marient en 1903.
Régine a deux frères: Henri, né en 1904 et Maurice, né en 1906. Henri fait des études d'ingénieur à l'ULG se noie dans la Meuse en 1927. À 18 ans, Régine informe ses parents qu'elle ne souhaite pas suivre les préceptes de la religion juive.

### Études et mariage
En 1929, malgré la réticence de ses parents, elle s'inscrit en faculté de droit à ULB. Elle termine ses études en 1934. Elle s'inscrit au tableau de l'ordre à Anvers et fut une des premières avocates à y être admise. Confrontée aux difficultés que rencontrent les femmes dans le secteur de la justice, elle milite pour la cause des avocates. Dans les années 1930, elle rejoint également la franc-maçonnerie dès que les femmes y furent admises.
En 1939, elle épouse Lucien Orfinger un ingénieur, formé à l'ULG travaillant pour Bell. Ils auront deux enfants: Henri et Pierre. Le couple fait partie du Comité de vigilance des intellectuels antifascistes.

### La Seconde Guerre mondiale
En mai 1940, mobilisé depuis 1939, Lucien est prisonnier de guerre et, à ce titre, est déporté en Allemagne. Il parvient cependant à s'échapper.
Le 28 octobre 1940, une ordonnance allemande interdit aux Juifs d'exercer la profession d'avocat. Le barreau ne réagit pas immédiatement au diktat mais en décembre 1940, elle est dénoncée comme étant une juriste juive (elle est alors conseil de la ville d'Anvers). Elle demande alors aux associations juives de détruire tous les documents la concernant. Ces derniers refusent en lui demandant si elle éprouve une quelconque honte liée à sa judaïcité.
Une fois l'ordonnance allemande strictement appliquée, elle continue cependant son activité au sein d'un bureau d'avocats mais cesse de plaider. Elle continue à s'opposer aux décisions du barreau qui, selon elle, ne reposent sur aucun fondement juridique. Le 28 avril 1941, elle plaide devant le conseil de discipline du barreau d'Anvers les mettant au défi de « juger en leur âme et conscience s'ils peuvent, de leur propre initiative aggraver une situation qui, comme elle l'écrit, [...] est déjà assez pénible ». Ses récriminations ne reçoivent aucun écho officiel mais soulèvent les protestations de l'extrême droite critiquant les positions non-patriotiques du barreau visant à maintenir des Juifs en place. Le 3 juillet 1941, sous la pression, le barreau décide d'évincer définitivement les juristes juifs de l'exercice de leur fonction. Malgré cette interdiction, Régine Karlin continue néanmoins à exercer dans l'ombre du bureau qui l'occupe. À cette époque, elle se consacre particulièrement au sauvetage d'enfants Juifs et dans des missions de plus en plus périlleuses. À cette époque également, Lucien Orfinger rejoint la résistance et intègre l'Armée belge des partisans, une émanation du PCB. Régine s'y investit également en achetant des explosifs. Pourtant, Lucien, officier de réserve est tenu de rendre compte hebdomadairement à la Gestapo de ses agissements. En 1941, lui et son beau-frère, Maurice Karlin, quittent Anvers pour venir s'installer à Bruxelles. Ils sont bientôt rejoints par Régine qui jouera le rôle de courrier pour le chef de la résistance, Jean Bastien qui la connaissait pour ses plaidoyers d'avant-guerre. Elle livrait des messages, transportait des armes mais en voulant toujours plus, elle proposa ses services à Ezra, une association juive fondée avant-guerre pour venir en aide aux réfugiés. Son père en avait été le vice-président dès 1906. Elle venait en aide aux réfugiés qui ne disposaient pas de papiers ou qui étaient en défaut de permis de séjour. Malgré l'insistance, elle refuse de collaborer avec l'Association des Juifs en Belgique.
En mars 1942, le couple entre dans la clandestinité. En mai 1943, tandis que leur fils Henri n'est âgé que de trois ans, Lucien est arrêté en pleine rue. Il dévoile sa fausse identité mais dans les sacoches de sa bicyclette, les Allemands découvrent des explosifs et des manuels d'utilisation. Il est emprisonné à Breendonk. Il parvient néanmoins à écrire deux lettres à son épouse grâce à la complicité d'un soldat allemand. Ce dernier, dénoncé, sera envoyé sur le front russe tandis que Lucien, sa véritable identité ayant été révélée, est mis au secret. Il aura cependant appris qu'il allait être papa pour la seconde fois (novembre 1943), ce qu'il voyait comme une assurance que la vie de l'un allait se poursuivre tandis que celle de l'autre était menacée. Lucien sera fusillé le 26 février 1944. Régine l'apprend en lisant le journal Le Soir. Ceci redoubla son investissement dans la résistance et renforça sa témérité sous couvert de sa grossesse. Avec la complicité de son gynécologue, le docteur Snoek, Régine Karlin accouche d'un fils, Pierre, sous une fausse identité à l'hôpital Edith Cavell.
Fin 1943, elle déménage dans le Namurois et continue son action sous le commandement d'Émile Altofer. Elle transportait, à bicyclette, faux-papiers et armements. En juin 1944, lors de l'assassinat d'Altofer, elle prit la tête du groupe, continuant ses activités de sabotage jusqu'à la fin de la guerre. Pierre, nourrisson, reste avec elle tandis qu'elle a confié Henri à Betty Lavacherie à Jodoigne.
À la libération, le 25 septembre 1944, Régine Karlin-Orfinger fut réintégrée dans ses fonctions au sein du barreau d'Anvers. Elle refusa cette « magnanimité » et préféra s'inscrire au barreau de Bruxelles qui s'était comporté tout différemment lors de l'ordonnance allemande de 1940.

### Après-guerre
Polyglotte, Régine Karlin-Orfinger maitrisait le français, le néerlandais, l'anglais et même le russe et l'allemand. Elle eut, après-guerre, une brillante carrière d'avocate marquée par son action militante envers des causes qu'elle estimait être justes. Elle s'opposa à toutes les formes de racisme - et pas seulement l'antisémitisme -, toutes les formes de discrimination envers les femmes ou les personnes précarisées. Elle milita au sein de l'AIVG (Aide aux israélites victimes de la guerre) qui remplaça le Comité de défense des Juifs au lendemain de la guerre puis au sein du Service social juif pour la reconnaissance des dommages subit par les Enfants cachés durant la Seconde Guerre mondiale. Au départ de l'AIVG, Régine Karlin-Orfinger travailla avec l'American Jewish Joint Distribution Committee en tant que conseillère juridique et avec Karl Zeilinger qui regagna l'AIVG en 1946, travailla au département juridique et en devint le président en 1959. Régine Karlin était également investie au niveau de l'UNRWA. Elle vint en aide aux réfugiés palestiniens et remit sur pied, avec certains de ses amis, dont Henri Rollin, la Ligue belge des droits de l'Homme en 1954dont elle sera administratrice et présidente d'honneur à partir de 1996.
Dans les années 50, Régine fait 2 missions d'étude pour l'Association des droits de l'homme, une en Algérie concernant  le respect de ces droits dans l'Algérie française et l'autre aux USA concernant le respect du droit des noirs américains.
En 1966, lors d'une grève à la FN Herstal, elle se fit la porte-parole des femmes-machines réclamant pour elles un plus juste traitement: à travail équivalent, salaire équivalent. En 1973, elle milite pour la légalisation de l'avortement et défend le docteur Willy Peers. Elle représentera de nombreux justiciables liés à cette cause. Durant les années 1980, elle participe à la mise sur pied des Maisons des femmes. En 2000, après une vie vouée à la dévotion contre le préjudice et le sectarisme, elle continue la lutte en coulisse en œuvrant à la promulgation des lois contre le racisme et la xénophobie. Elle dénonce l'extradition vers leur pays d'origine de ressortissants arrivés sur le territoire belge pour des motifs politiques. '« Régine Karlin-Orfinger aura marqué par son infinie humanité ». Elle demeure active jusqu'à la fin de sa vie et décède à Bruxelles, le 28 décembre 2002. '
En 2000, elle milite encore pour l'accueil des réfugiés.
Selon Jacqueline Wiener-Henrion : « Régine Orfinger n’hésite pas, tout au long de son existence, à se déclarer « antisioniste », à se lier d’amitié avec des militants palestiniens et à défendre la veuve de Naïm Khader, le représentant en Belgique de l’Organisation de Libération de la Palestine (OLP), assassiné le 1er juin 1981 ».

## Prix Régine Karlin-Orfinger
Elle donne son nom à un prix délivré par la ligue belge des droits de l'Homme dont la première récipiendaire fut Nabila Benaïssa, la sœur ainée de Loubna Benaïssa.